# Польман, Генрих

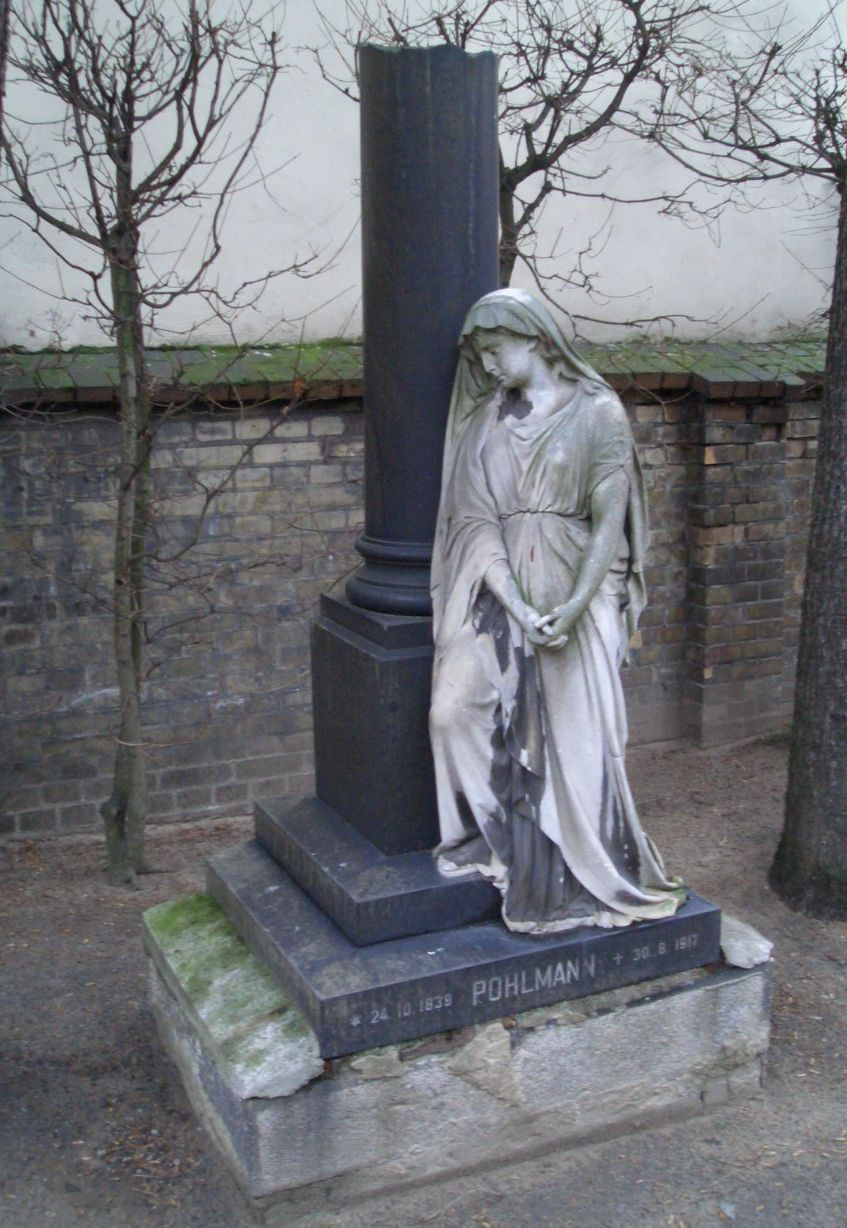
Памятник на могиле Генриха Польмана

Генрих Польман (нем. Heinrich Pohlmann; 24 октября 1839, близ Бад-Ибурга (ныне район Оснабрюка) — 30 августа 1917, Берлин) — немецкий скульптор. Представитель берлинской скульптурной школы.

## Биография
Родился в крестьянской семье. В юности был отдан в ученики столяра. Во время ученичества был замечен его талант в искусстве резьбы по дереву.
После чего определён в Берлинскую академию изящных искусств, где обучался с 1861 по 1864 гг.под руководством Фрица Шапера и Карла Конрада Альберта Вольфа.
Благодаря стипендии курфюрста Ганновера в 1866—1867 гг. совершил поездку в Италию. После чего вернулся на родину и поселился в Берлине.
Создал целый ряд архитектурных скульптур и памятников, а также многочисленные скульптурные портреты и намогильные памятники.
В 1901 году был назначен профессором Королевской прусской академии изящных искусств.

## Творчество
Главные его произведения — выразительная, широко распространенная в копиях конная статуя императора Вильгельма I, выполненная по заказу императрицы Августы в марте 1871 года, памятник Баха на одноименной площади в Кётене в марте 1885 года, бюст Иоганна Фридриха Наумана в Кётене, надгробный памятник музыканту и композитору Бенделю в Берлине, фигуры, украшающие здание монетного двора и дворца государственного канцлера, колоссальная статуя Германии на здании государственной канцелярии, несколько декоративных фигур, исполненных для других берлинских сооружений, грациозная статуя смеющейся девушки, надгробный памятник двух дочерей кн. Стурдзы в Яссах и некоторые из многочисленных портретных бюстов.
Многие работы скульптора были уничтожены во время Второй мировой войны.

## Избранные произведения
|                         |  |  |  |  |
| Работы Генриха Польмана |  |  |  |  |